# Fehéry Ákos
Fehéry Ákos (Budapest, 1883. április 16. –  Csepel, 1921. április 2.) magyar labdarúgó, edző, a magyar labdarúgó-válogatott szövetségi kapitánya (1918–1919), nemzetközi labdarúgó-játékvezető, lőszergyári tisztviselő.

## Családja
Fehéry József és Braun Amália fiaként született. Felesége, Tóth Irén egy hónappal élte túl, 1921. május 9-én hunyt el.

## Pályafutása

### Labdarúgóként
A BTC és a MÚE balhátvédje. A Magyarország–Csehország mérkőzés balhátvédje volt. Egyszeres válogatott játékos.

### Nemzeti játékvezetés
Játékvezetésből 1901-ben Budapesten, az MLSZ tanácsa előtt tett vizsgát és az első vizsgázott bírók csoportjába tartozik. Gyakorló bíróként az MLSZ által üzemeltetett labdarúgó bajnokságokban kezdte sportszolgálatát. 1901-ben első és másodosztályba osztották az ekkor még kizárólag fővárosi klubokat. Az MLSZ tanácsa javaslatára NB II-es, 1903-tól
NB I-es bíró. Küldési gyakorlat szerint rendszeres partbírói szolgálatot is végzett. A nemzeti játékvezetéstől 1920-ban, az egyik legnagyobb tapasztalattal rendelkezve visszavonult. NB I-es mérkőzéseinek száma: 95.
| Időpont           | Helyszín                    | Mérkőzés típusa          | Mérkőzés             | Eredmény | Nézők száma |
| ----------------- | --------------------------- | ------------------------ | -------------------- | -------- | ----------- |
| 1903. március 29. | Lehel utcai pálya, Budapest | első NB I-es mérkőzése   | MTK–33 Football Club | 9 – 1    | Zárt kapuk  |
| 1920. október 10. | Hungári úti pálya, Budapest | utolsó NB I-es mérkőzése | Törekvés SE– MTK     | 1 – 3    | 8000        |

### Nemzetközi játékvezetés
A Magyar Labdarúgó-szövetség (MLSZ) Bíró Bizottsága terjesztette fel nemzetközi játékvezetőnek, a Nemzetközi Labdarúgó-szövetség (FIFA) 1906-tól tartotta nyilván bírói keretében. Több válogatott és nemzetközi klubmérkőzést vezetett, vagy működő társának partbíróként segített. Az első nemzetek közötti válogatott mérkőzése a Magyar labdarúgó-válogatott–Osztrák labdarúgó-válogatott találkozó volt. A  nemzetközi játékvezetéstől 1920-ban búcsúzott. Válogatott mérkőzéseinek száma: 7.
| Időpont           | Helyszín                   | Mérkőzés típusa                                              | Mérkőzés              | Eredmény | Nézők száma |
| ----------------- | -------------------------- | ------------------------------------------------------------ | --------------------- | -------- | ----------- |
| 1906. november 5. | Millenáris-pálya, Budapest | 10. válogatott mérkőzés                                      | Magyarország–Ausztria | 3 – 1    | 3 000       |
| 1907. november 3. | Millenáris-pálya, Budapest | 14. válogatott mérkőzés                                      | Magyarország–Ausztria | 4 – 1    | 6 000       |
| 1914. október 4.  | Üllői úti pálya, Budapest  | 52. válogatott mérkőzés (jótékony célú, rendkívüli mérkőzés) | Magyarország–Ausztria | 2 – 2    | 12 000      |

### Edzőként, sportvezetőként
Mielőtt az MLSZ megindította volna a nemzetek közötti mérkőzéseket, több alkalmi mérkőzést játszott a magyar válogatott. Először nem volt szövetségi kapitány, még válogató bizottság sem, a kiküldöttek tanácsa állította össze a csapatot. A rendszeres nemzetközi mérkőzéseknél már nehézkesnek bizonyult a szavazás, mert nem a legjobbakat hozta össze a csapatba. A bizottsági válogatók mellé kapitányt választottak, aki intézte a kijelölt csapat sorsát. Tárgyilagosság hiányában a válogató bizottság megszűnt, ezért a legjobbnak tartott szakemberre bízták a válogatást, ő lett a szövetségi kapitány. A szövetségen belüli – hatalmi – irányvonalaknak köszönhetően egy-egy vereség után a válogató bizottság vissza-vissza tért. 1918-tól lett szövetségi kapitány. A válogatott összetételét állandóan 7–8 MTK játékos képezte, ami megkönnyítette eredményességét.
1917-ben megalakult a Magyar Futballbírák Testülete (BT), a közgyűlés a tanácstagok közé választotta. 1925-ben a Budapest–Prága mérkőzés tiszta bevételéből hátramaradt családját segítette az MLSZ.

## Statisztika

### Mérkőzése a válogatottban
| Magyarország | Magyarország     | Magyarország               | Magyarország | Magyarország | Magyarország | Magyarország | Magyarország | Magyarország |
| #            | Dátum            | Helyszín                   | Hazai        | Eredmény     | Vendég       | Kiírás       | Gólok        | Esemény      |
| ------------ | ---------------- | -------------------------- | ------------ | ------------ | ------------ | ------------ | ------------ | ------------ |
| 1.           | 1903. április 5. | Budapest, Millenáris-pálya | Magyarország | 2 – 1        | Csehország   | barátságos   | -            |              |
|              | Összesen         |                            |              | 1            | mérkőzés     |              | 0            | gól          |

### Mérkőzései szövetségi kapitányként
| Magyarország | Magyarország      | Magyarország                    | Magyarország | Magyarország | Magyarország | Magyarország | Magyarország | Magyarország |
| #            | Dátum             | Helyszín                        | Hazai        | Eredmény     | Vendég       | Kiírás       | Gólok        | Esemény      |
| ------------ | ----------------- | ------------------------------- | ------------ | ------------ | ------------ | ------------ | ------------ | ------------ |
| 1.           | 1918. április 14. | Budapest, Hungária körúti pálya | Magyarország | 2 – 0        | Ausztria     | barátságos   | -            |              |
| 2.           | 1918. május 12.   | Budapest, Hungária körúti pálya | Magyarország | 2 – 1        | Svájc        | barátságos   | -            |              |
| 3.           | 1918. június 2.   | Bécs, WAC-Platz                 | Ausztria     | 0 – 2        | Magyarország | barátságos   | -            |              |
| 4.           | 1918. október 6.  | Bécs, WAC-Platz                 | Ausztria     | 0 – 3        | Magyarország | barátságos   | -            |              |
| 5.           | 1919. április 6.  | Budapest, Üllői úti pálya       | Magyarország | 2 – 1        | Ausztria     | barátságos   | -            |              |
|              | Összesen          |                                 |              | 5            | mérkőzés     |              | -            | gól          |